# Nazcakulturen
Nazcakulturen (300 f.Kr. – 800 e.Kr.) er en sydamerikansk højkultur i Peru, der nu er gået til grunde. Kulturen er opkaldt efter den sydperuvianske by Nazca (eller Nasca) og er berømte for deres geoglyffer, der kendes under navnet Nazca-linjerne.
Kulturen har også skabt de imponerende undergrundsakvædukter som stadig er i funktion. Nær akvæduktene der er åbne for turister, findes et udkigspunkt hvor man kan se en bygning som er bygget efter inkaerobringen. På ørkensletten med linjerne findes et ceremonielt center, Cahuachi, hvor man kan se udover pampasen.
Territoriet var en ørken som nazcakulturen med hjælp af akvæduktteknologien forvandledes til et levedygtig område for jordbrug jagt og fiskeri. Keramik udgjorde nyttegenstandene almindelig udformning, men også genstande udformet som modeller af mytiske eller naturalistiske figurer.
Nazcakeramik inddeles i ni faser. Omkring år 200 f.Kr., startede nazca I. Keramik fra denne periode rummer det mytiske fra paracaskulturen, men tillægger figurative modeller af ting som frugter, planter, mennesker og dyr. Realismen fik øgende vægt i de kommende faser, II, III og IV, som også omtales som de monumentale faser. Pottemageri fra disse perioder favner om et udtryk hvor hoved tegningerne lægges på et hvidt eller en kraftig rød baggrundsfarve. I den næste fase, nazca V, får billedet af naturalistiske mennesker og overnaturlige væsener. Fase VI og VII viser militære udtryk og skelner mellem almindelige mennesker og den sociale elite. I disse to faserne ser man også en begyndende påvirkning fra moche. Til sidst, i fase VIII, kommer komplette adskilte figurer og en righoldig ikonografi som endnu ingen har dechifreret.
Inddelingen i faser blev gjort før Kulstof 14-datering blev opfundet. Det skaber nogle problemer med datering af faser som nu ser ud til at have overlappet hverandre. Man har regnet nazca IX til at slutte omkring år 600, men nogle genstande i kategorien blev til så sent som i 755, eller senere. Sidste fase er egentlig en manifestation af warikulturen fra højlandet. Nogen arkæologer regner ikke denne som en distinkt fase i nazca og taler heller om otte faser.

## Tekstiler
Kulturen er også kendt for tekstilerne den har efterladt sig. Nazca kom i gang med å benytte uld fra lama og fra alpaka tusind år før kulturerne på nordkysten fandt ud af at værdsætte uld fra kameldyrene. Man tror at kilden for uld lå i Ayacucho-regionen. Motiverne som kom til syne i pottemagerkunsten kom først i tekstilerne. Tekstilerne fra nazca- og paracaskulturene er blevet godt konserveret i det tørre klima i området og sammenfatter det meste af hvad vi ved om tidlige tekstiler i regionen.
- Spækhugger, Larco Museum. Lima, Peru
- Flerfarvet, fiskeformet artefakt af keramik fra nazcakulturen
- Mytisk dræberhval
- Kvindefigur
- En Nazca-kvindes grav